# 인터내셔널 베이스볼 리그 오브 오스트레일리아
인터내셔널 베이스볼 리그 오브 오스트레일리아(International Baseball League of Australia)는 오스트레일리안 베이스볼 리가 1999년 경영난으로 해산된 이후 같은 해에 2002년까지 있었던 호주의 프로 야구 리그이다. 하지만 역시 경영난을 극복하지 못하고 해산되고 2010년 오스트레일리안 베이스볼 리그가 재출범하면서 역사상 세 번째 호주 프로 야구 리그 시대가 열리게 된다. 해산 후 일부 구단은 클랙스턴 실드에 편입된다.

## 팀
- 오스트레일리아 프로빈셜 (2002년)
- IBLA 오스트레일리아 (2001년)
- IBLA 인터새녀널스 (2001년)
- MLB 올-스타즈 (2001년)
- 뉴사우스웨일스 컨트리 (2000년)
- 뉴사우스웨일스 패트리어츠 (2000년 , 2002년)
- 퀸즐랜드 램스 (2000년 , 2002년)
- 사우스오스트레일리아 바이트 (2000년 , 2002년)
- 대만 야구 대표팀 (2001년)
- 빅토리아 에이시스 (2000년, 2002년)
- 웨스턴 힐러스 (2000년, 2002년)